# Diebach
Diebach est une commune (Markt) allemande de Bavière, située dans l'arrondissement d'Ansbach et le district de Moyenne-Franconie.

## Géographie

Situation de Diebach dans l'arrondissement d'Ansbach

Diebach est située sur la Tauber à 7 km au sud de Rothenburg ob der Tauber et à 28 km à l'ouest d'Ansbach, le chef-lieu de l'arrondissement. La commune fait partie de la communauté administrative de Schillingsfürst.

## Histoire
La première mention écrite de Diebach date de 1236. Au XVIe siècle, elle est la propriété des von Fürbriger, une famille patricienne de Rothenburg.
Diebach est érigée en commune lors de la réforme administrative du royaume de Bavière en 1818. En 1978, les communes de Bellershausen et Oestheim lui sont incorporées.

## Démographie
| 1910   | 1933   | 1939 | 2009  |
| ------ | ------ | ---- | ----- |
| 1 053, | 1 011, | 944, | 1 110 |